# Бродня-Дольна
Бродня-Дольна (пол. Brodnia Dolna) — село в Польщі, у гміні Бучек Ласького повіту Лодзинського воєводства.
Населення — 175 осіб (2011).
У 1975-1998 роках село належало до Серадзького воєводства.

## Демографія
Демографічна структура станом на 31 березня 2011 року:
|          | Загалом | Допрацездатний вік | Працездатний вік | Постпрацездатний вік |
| -------- | ------- | ------------------ | ---------------- | -------------------- |
| Чоловіки | 81      | 15                 | 58               | 8                    |
| Жінки    | 94      | 25                 | 51               | 18                   |
| Разом    | 175     | 40                 | 109              | 26                   |